# Zdeněk Urban
Zdeněk Urban (18. září 1925 Bratislava – 5. května 1998) byl český historik, folklorista, slavista, vysokoškolský učitel a překladatel z bulharštiny.

## Život
Studoval na Filozofické fakultě Univerzity Karlovy, na univerzitě v Sofii a na univerzitě v Bělehradu. V letech 1949 až 1998 působil na Filozofické fakultě Univerzity Karlovy. V roce 1956 získal titul kandidát věd. V roce 1967 byl jmenován mimořádným profesorem.

## Dílo (výběr)
- Christo Botev, bulharský spisovatel a revolucionář. Praha. Orbis, 1948
- Z dějin česko-bulharských kulturních styků. Praha. Nakladatelství Československé akademie věd, 1957        .
- Příručka k dějinám Československa v letech 1918-1948. Praha. Státní pedagogické nakladatelství, 1959
- Pozapomenutá tvář Boženy Němcové: vztah Boženy Němcové k myšlence slovanské vzájemnosti a kulturám slovanských národů. Praha. Universita Karlova, 1970
- Problémy slovenského národního hnutí na konci 19. století. Universita Karlova, 1972
- Jan Máchal : bibliografický soupis prací s přehledem jeho činnosti.  Universita Karlova, 1983
- Století českého kalendáře. Praha : Svoboda, 1987
- Cestami česko-slovenské vzájemnosti. Liberec: Masarykova akademie, 1993.